# Kirchenweg 1 (Unterföhring)

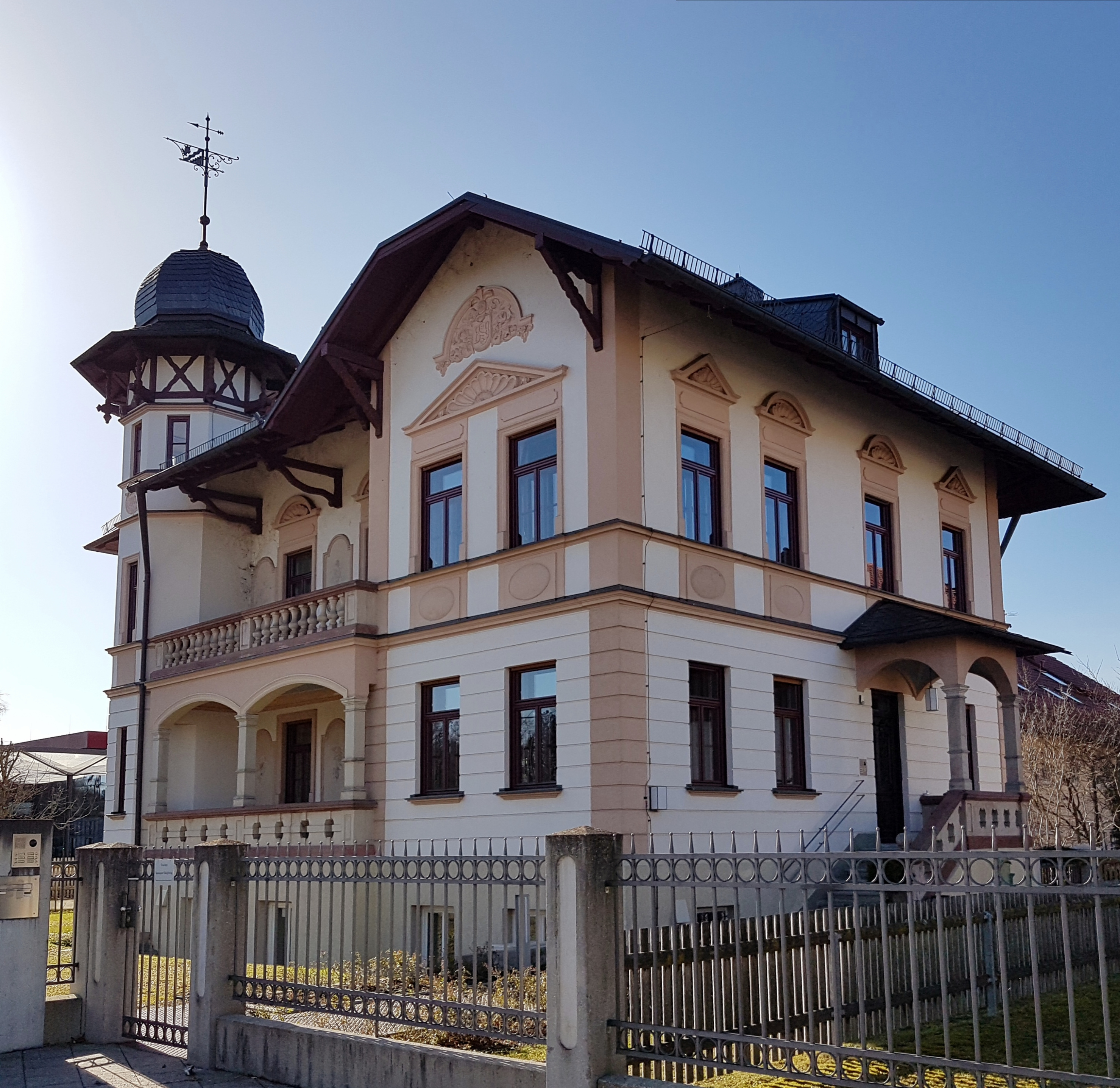
Kirchenweg 1 von Nordost

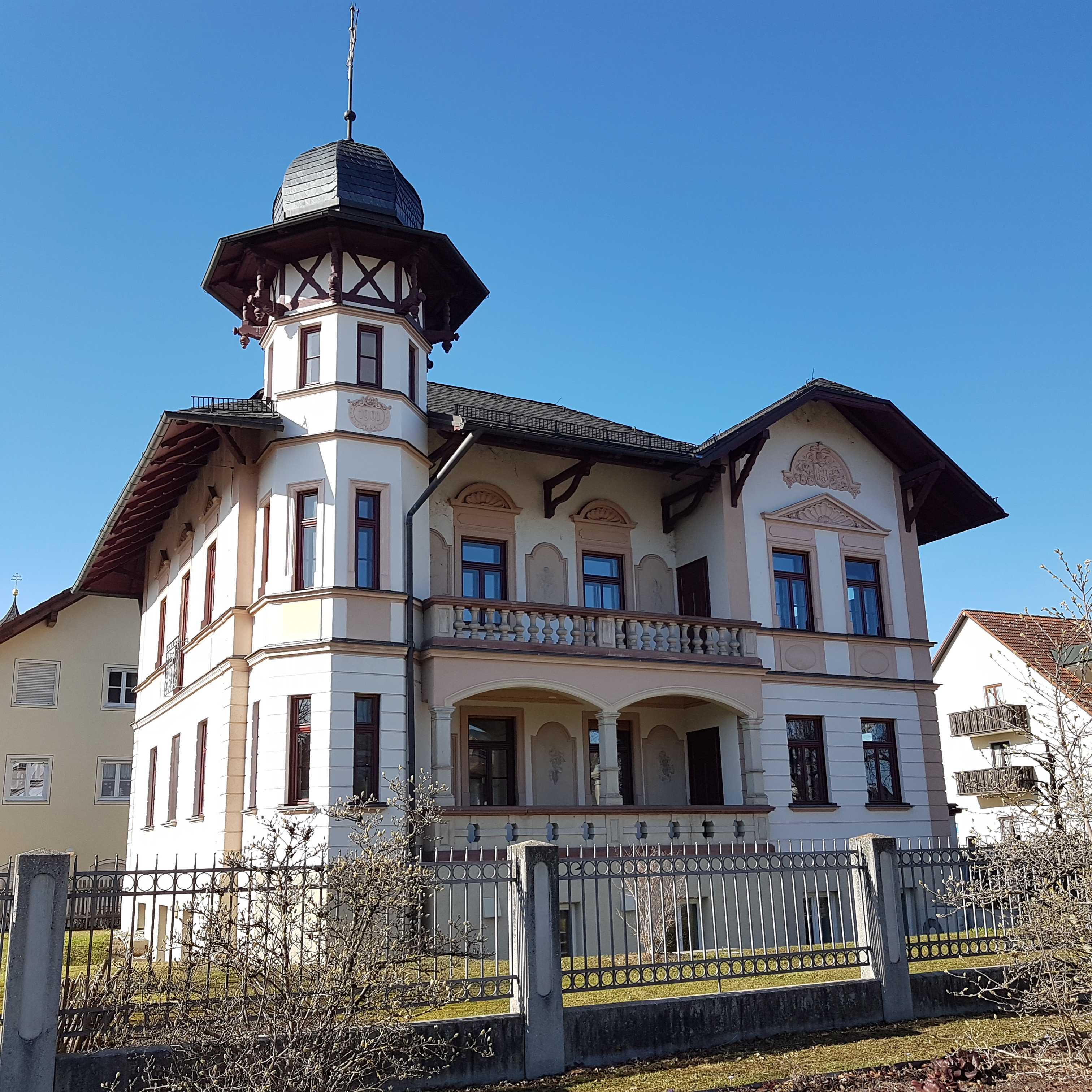
OSO-Fassade

Das Gebäude Kirchenweg 1 in Unterföhring ist das ehemalige Pfarrhaus des Münchener Vorortes. Errichtet wurde es in einem harmonischen Stilmix aus Neurenaissance, Jugendstil und Heimatstil im Jahre 1901 vom Unterföhringer Gastwirt und Ziegeleibesitzer Sebastian Beer als Villa.

## Geschichte
Der zu erheblichem Wohlstand gekommene Sebastian Beer ließ für sich und seine Frau Barbara (deren Initialen an der Fassade angebracht sind) die Villa als standesgemäßen Wohnsitz errichten. Doch bereits 1904 musste sie versteigert werden und kam so an den Münchener Unternehmer Georg Brambichler. Im Jahr 1916 erbten seine Kinder, zu denen der Dombenefiziat Joseph Brambichler zählte, das Bauwerk. Als 1923 Unterföhring zu einer selbständigen Pfarrei wurde, konnte die Villa unter Mithilfe einer Sonderaktion der örtlichen Bauern als Pfarrhaus erworben werden. Am Ende des Jahres 2000 kaufte die Gemeinde das Gebäude und ließ es ab 2003, nachdem der Pfarrer in das neue Pfarrzentrum umgezogen war, für 1,5 Millionen Euro nach den Plänen von 1899 aufwendig renovieren. Die Villa wird heute von mehreren Einrichtungen genutzt, unter anderem einer Kinderkrippe, einer Nachbarschaftshilfe und vom Standesamt für Trauungen.

## Beschreibung
Die Villa stellt sich als mehrgliedriges Gebäude mit vorgezogenem Halbwalm- und Walmdach, östlicher Loggia (darüber Balkon) und südöstlichen Eckerkerturm mit Zwiebelhaube dar. Die Fensterrahmungsgiebel und die Balkonbrüstung sind im Neurenaissancestil, die Dachgestaltung und das Zierfachwerk am Türmchen im Heimatstil gehalten. Das restliche Zierwerk am Bau, vor allem die Stuckreliefs am Giebel (mit dem Initialen-Wappen), Loggia und Balkonrückwand sind deutlich vom Jugendstil beeinflusst. Im Inneren findet sich ein schmiedeeisernes Treppenhaus und in verschiedenen Räumen Deckenstuck und -ziermalereien in den vorherrschenden Stilen des Späthistorismus und im Jugendstil.

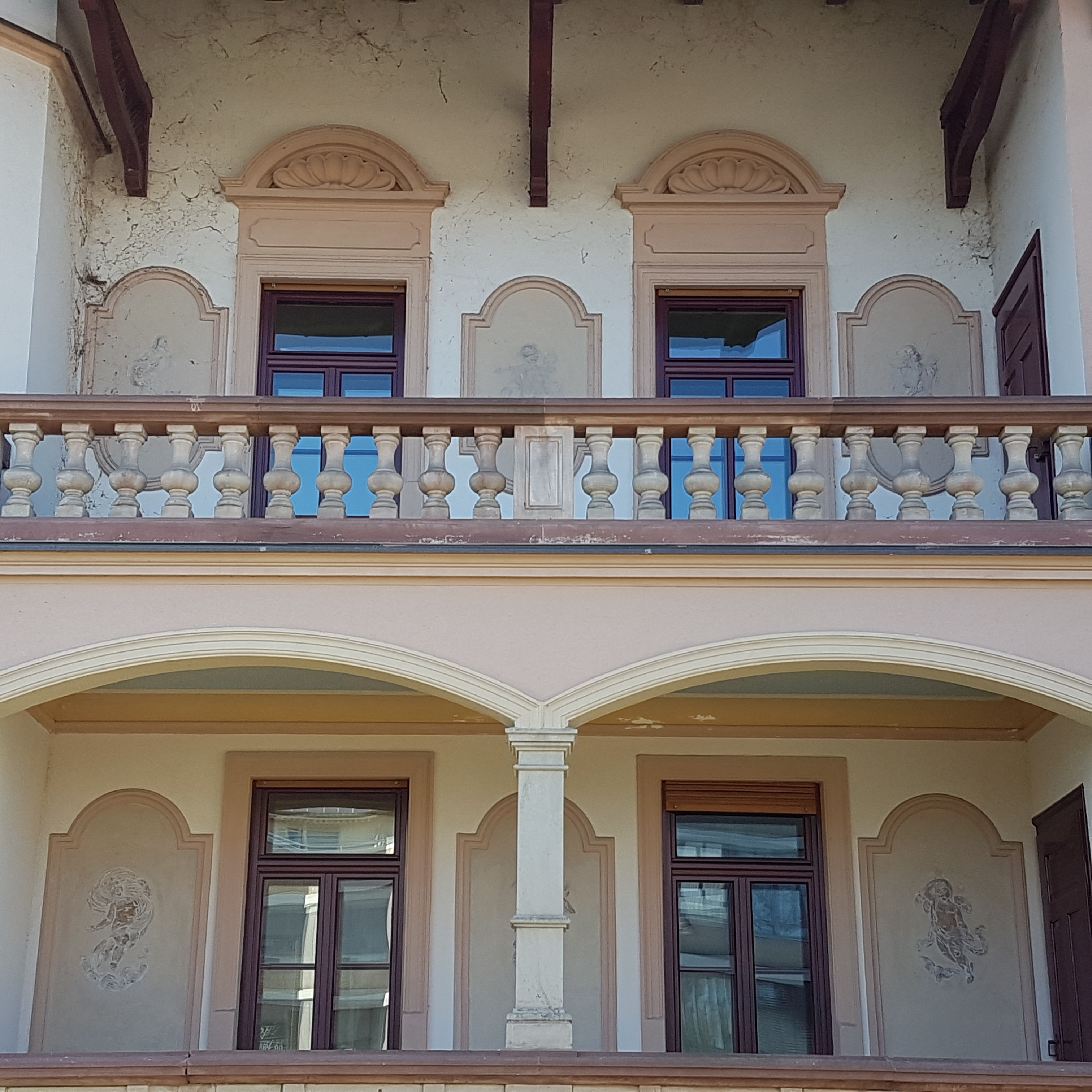
Fassadendetail (Loggia)
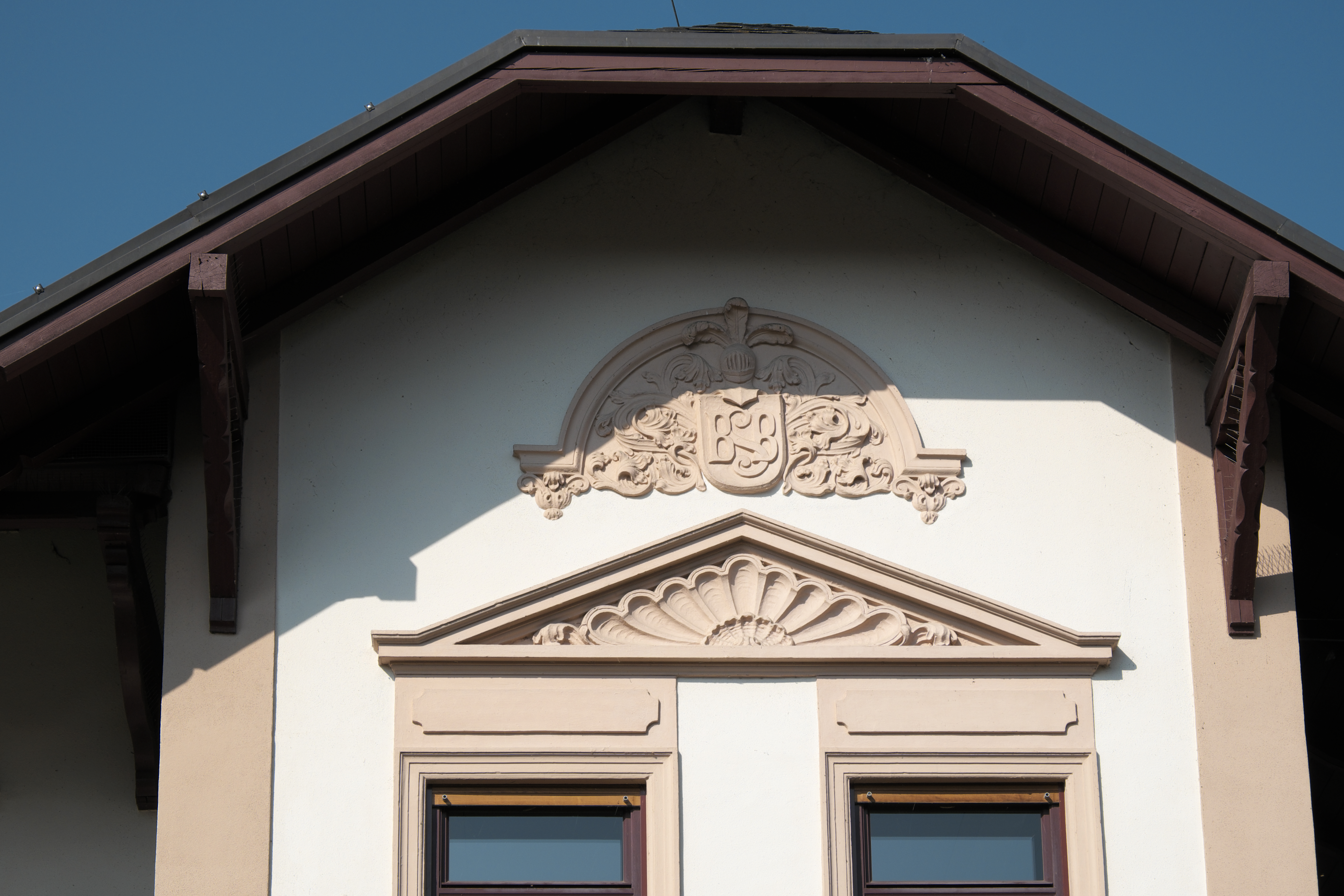
Fassadendetail (Giebel)